# Bianchi (equipo ciclista 1973-1984)
El equipo Bianchi fue un equipo ciclista italiano, de ciclismo en ruta que compitió entre 1973 a 1984.
Nació como sucesor del Salvarani y heredero del antiguo Bianchi. Entre sus principales éxitos destacan dos Giro de Italia por parte de Felice Gimondi y Johan De Muynck.

## Corredor mejor clasificado en las Grandes Vueltas
| Año  | Giro de Italia           | Tour de Francia          | Vuelta a España        |
| ---- | ------------------------ | ------------------------ | ---------------------- |
| 1958 | 26.º Gilberto Dall'Agata | -                        | -                      |
| 1959 | 23.º Rino Benedetti      | -                        | -                      |
| 1960 | 5.º Jos Hoevenaers       | -                        | -                      |
| 1961 | 36.º Aldo Moser          | -                        | -                      |
| 1962 | 11.º Antonio Suárez      | 48.º Guido Boni          | -                      |
| 1963 | 5.º Diego Ronchini       | -                        | -                      |
| 1964 | 4.º Vittorio Adorni      | 10.º Vittorio Adorni     | 27.º Lorenzo Carminati |
| 1965 | 1.º Vittorio Adorni      | 1.º Felice Gimondi       | -                      |
| 1966 | 5.º Felice Gimondi       | -                        | -                      |
| 1967 | 1.º Felice Gimondi       | -                        | -                      |
| 1968 | 3.º Felice Gimondi       | -                        | 1.º Felice Gimondi     |
| 1969 | 1.º Felice Gimondi       | 4.º Felice Gimondi       | -                      |
| 1970 | 2.º Felice Gimondi       | 8.º Antoine Houbrechts   | -                      |
| 1971 | 7.º Felice Gimondi       | 12.º Primo Mori          | -                      |
| 1972 | 8.º Felice Gimondi       | 2.º Felice Gimondi       | -                      |
| 1973 | 2.º Felice Gimondi       | -                        | -                      |
| 1974 | 3.º Felice Gimondi       | -                        | -                      |
| 1975 | 3.º Felice Gimondi       | 6.º Felice Gimondi       | -                      |
| 1976 | 1.º Felice Gimondi       | -                        | -                      |
| 1977 | 15.º Felice Gimondi      | 38.º Giovanni Cavalcanti | -                      |
| 1978 | 1.º Johan De Muynck      | -                        | -                      |
| 1979 | 5.º Silvano Contini      | 27.º Knut Knudsen        | -                      |
| 1980 | 4.º Tommy Prim           | -                        | -                      |
| 1981 | 2.º Tommy Prim           | -                        | -                      |
| 1982 | 2.º Tommy Prim           | -                        | -                      |
| 1983 | 15.º Tommy Prim          | -                        | -                      |
| 1984 | 34.º Silvano Contini     | -                        | -                      |

## Principales resultados
- Giro de Lombardía: Felice Gimondi (1973)
- Milán-San Remo: Felice Gimondi (1974)
- Gran Premio del lado de Argòvia: Giacinto Santambrogio (1974)
- Giro de los Apeninos: Fabrizio Fabbri (1975), Gianbattista Baronchelli (1980,1981, 1982)
- París-Bruselas: Felice Gimondi (1976), Tommy Prim (1983)
- Milà-Turín: Rik Van Linden (1977), Paolo Rosola (1984)
- Giro de Cerdeña: Knut Knudsen (1978)
- Giro de la Romagna: Valerio Lualdi (1978), Alfons De Wolf (1983)
- Tirreno-Adriático: Knut Knudsen (1979), Tommy Prim (1984)
- Giro del Lacio: Silvano Contini (1979, 1983), Gianbattista Baronchelli (1981), Dag Erik Pedersen (1982)
- Gran Premio de Frankfurt: Gianbattista Baronchelli (1980)
- Vuelta al País Vasco: Silvano Contini (1981)
- Tour de Romandía: Tommy Delgado (1981)
- Giro de Toscana: Gianbattista Baronchelli (1981), Alfons De Wolf (1983)
- Lieja-Bastogne-Lieja: Silvano Contini (1982)
- Tour de Umbría: Gianbattista Baronchelli (1982)
- Vuelta a Suecia: Tommy Prim (1982, 1983)
- Omloop Het Nieuwsblad: Alfons De Wolf (1983)

### A las grandes vueltas
- Giro de Italia
  - 12 participaciones (1973, 1974, 1975, 1976, 1977, 1978, 1979, 1980, 1981, 1982, 1983, 1984)
  - 33 victorias de etapa:
    - 3 el 1973: Martín Emilio Rodríguez, Felice Gimondi, Marino Basso
    - 1 el 1974: Marino Basso
    - 3 el 1975: Rik Van Linden, Felice Gimondi, Martín Emilio Rodríguez
    - 4 el 1976: Rik Van Linden (2), Fabrizio Fabbri, Felice Gimondi
    - 2 el 1977: Rik Van Linden, Giacinto Santambrogio
    - 4 el 1978: Rik Van Linden (3), Johan De Muynck
    - 1 el 1979: Knut Knudsen
    - 3 el 1980: Silvano Contini, Gianbattista Baronchelli, Tommy Prim
    - 5 el 1981: Knut Knudsen (3), Serge Parsani, Gianbattista Baronchelli
    - 3 el 1982: Silvano Contini (3)
    - 3 el 1983: Alf Segersall, Alessandro Paganessi, CRE
    - 1 el 1984: Paolo Rosola

  - 2 clasificación finales:
    - Felice Gimondi: 1976
    - Johan De Muynck: 1978

  - 6 clasificaciones secundarias:
    - Clasificación de los jóvenes: Silvano Contini (1979), Tommy Delgado (1980)
    - Clasificación por equipos: (1978, 1980, 1981, 1982)

- Tour de Francia
  - 3 participaciones (1975, 1977, 1979)
  - 7 victorias de etapa:
    - 5 el 1975: Rik Van Linden (3), Felice Gimondi, Giacinto Santambrogio
    - 1 el 1977: Giacinto Santambrogio
    - 1 el 1979: Sergio Parsani

  - 0 clasificación finales:
  - 1 Clasificaciones secundarias:
    - Clasificación por puntos: Rik Van Linden (1975)

- Vuelta en España
  - 0 participaciones